# Fisiologia del dolore
Il dolore può essere considerato una sottocategoria di sensazioni somatiche associate a danno in atto o potenziale o espresse in termini di danno. Si tratta quindi essenzialmente di un meccanismo di difesa che sfrutta proprio a tal fine le vie del sistema limbico che conferiscono al dolore una forte componente emozionale. Per questa ragione la percezione del dolore risulta molto soggettiva.
Le vie nervose e biochimiche attivate dalla sensazione dolorifica creano una serie di risposte molto complesse e articolate che coinvolgono il sistema endocrino e il sistema immunitario. Si spiegano così fenomeni come il trauma postoperatorio, quell'insieme di fenomeni, cioè, che incorrono dopo stimolazione nocicettiva prolungata e che comprendono essenzialmente maggiore suscettibilità alle infezioni, orientamento catabolico del metabolismo e squilibri omeostatici.

## Corteccia cerebrale e sistema limbico
Gli stimoli algogeni (dolorifici, nocicettivi) sono percepiti come tali a livello della corteccia cerebrale, dopo essere stati elaborati. 
Come tutti gli stimoli, anche quelli "dolorifici" passano prima il midollo spinale o l'equivalente nucleo discendente del V paio di nervi cranici per il capo, quindi il talamo, dove vengono integrati e smistati. 
- Una parte, la principale, giunge alla corteccia somatoestesica primaria e crea la base della sensazione.
- Un'altra parte si porta nel sistema limbico, dove la sensazione, confrontata con i ricordi (inconsci), influisce sul comportamento e sull'umore.
- Infine questa via si interfaccia con la corteccia prefrontale, e la sensazione dolore assume sfumature comportamentali legate alla personalità.

In un approccio generale a questo contesto si possono riconoscere nel cervello due strutture fondamentali, entrambe coinvolte nella sensazione del dolore:
- La corteccia cerebrale: neocortex
- Il sistema limbico

La corteccia cerebrale gestisce gli eventi coscienti e cioè:
- i processi cognitivi
- le attività pianificate
- i movimenti intenzionali

I segnali algogeni (come tutti i segnali sensoriali) raggiungono la corteccia tramite il talamo.
Dai nuclei Ventro Postero Laterali talamici le informazioni vanno alla corteccia somestesica primaria (area presilviana), dove seguono le integrazioni della sensibilità generale.
La percezione cosciente del dolore ha luogo quindi unicamente nella corteccia cerebrale: al 'dolore puro' della corteccia somestetica primaria vengono aggiunte le sfumature emotive da parte della corteccia cerebrale prefrontale.

## Sistema limbico e dolore
Il sistema limbico è una rete di neuroni che formano anse intorno alla parte interna dell'encefalo, mettendo in connessione l'ipotalamo con la corteccia cerebrale e con altre strutture .
Sempre a partire dal talamo, per mezzo delle vie centrali talamo-limbiche, i segnali algogeni raggiungono il sistema limbico, dove vengono elaborati come elementi emotivi e inconsci. Le più importanti stazioni per l'elaborazione dei segnali algogeni sono:
- L'ippocampo, che ha un ruolo centrale nella formazione e nell'elaborazione della memoria a breve termine
- L'ipotalamo, che controlla fra l'altro l'ipofisi e quindi lo stato ormonale dell'organismo
- L'amigdala, che stabilizza l'umore e regola l'aggressività e il comportamento sociale

La proiezione dei segnali algogeni al sistema limbico è la base per l'effetto che ha il dolore sullo stato d'animo (il dolore rende irrequieti e tristi). Tuttavia, il sistema limbico influenza anche la percezione cosciente del dolore (chi è euforico o sotto choc non sente dolore) e viceversa (chi è ipocondriaco o ansioso sente in modo accentuato anche minimi dolori).

## Dolore acuto e cronico
È evidente che il dolore acuto ha una funzione difensiva: evita nuovi stimoli su una parte lesa. Il dolore acuto è un sintomo di una ferita, di una lesione o di una degenerazione organica. L'approccio terapeutico corretto è quello di curare la malattia a monte e di mitigare i dolori con strumenti adatti al dolore acuto.
Se un dolore acuto per lungo tempo rimane invariato e / o se le condizioni socio-psicologiche sono alterate, esso si trasforma in dolore cronico.
Meccanismi di sensibilizzazione periferica e centrale alterano i meccanismi percettivi, creando una condizione percettiva "differente", tale che alcuni bassi stimoli algici vengano interpretati come dolorosi (iperalgesia), oppure stimoli normalmente non dolorosi vengono interpretati come dolorosi (allodinia).
Il dolore cronico è quindi una malattia (non un sintomo)!
L'inutilità, la differenza, le ridondanza ed il potenziamento delle risposte caratterizzano l'alterazione della trasmissione integrazione dell'informazione dolore.
L'approccio terapeutico, pertanto, può essere molto diverso rispetto al dolore acuto, farmaci che modulano le risposte e le relazioni tra neuroni diventano più importanti (antiepilettici, antidepressivi, oppioidi, benzodiazepine).

### Modelli di dolore acuto e cronico
Nel dolore acuto (nocicettivo) sono maggiormente coinvolti:
- nocicettori
- riflessi spinali
- integrazioni talamiche
- corteccia
- riflessi e intenzioni corticali
- reazioni ormonali
- reazioni vegetative

Anche la parte limbica è coinvolta.
Nel dolore cronico invece gli stessi elementi funzionano in maniera "diversa", fenomeni di sensitizzazione, lo sprouting neuronale (la neoformazione di sinapsi), riarrangiamenti dell'anatomia e della fisiologia recettoriale, portano ad un funzionamento anomalo, tale che non viene più sentito dal sistema come "self", e viene interpretato il "rumore di fondo" patologicamente amplificato come dolore.
Il dolore percepito è come quello acuto (risultato indistinguibile) e anche le reazioni ormonali e vegetative: in questo caso, però, al dolore si aggiungono grande irrequietezza e tristezza.

### Nocicettori, trasmissione dei segnali
I Nocicettori sono neuroni con "terminali liberi". I "terminali" (ma sarebbe meglio dire "iniziali") si trovano ovunque nel tessuto connettivo lasso, in particolare nei tessuti connettivi dermici, mucotici, viscerali, vasali e di cute ossea (periostio).
È sbagliato pensare che le sensazioni dolorose siano create esclusivamente dai nocicettori.
Esistono infatti Nocicettori Specifici che rispondono a stimoli sopra soglia dolorosi, e neuroni ad ampio range dinamico che rispondono a stimoli polivalenti (recettori meccanotermici).
Questi ultimi esistono in stretta vicinanza con altri neuroni sensoriali, di tatto, di temperatura e di vibrazione, e sono raggruppati negli stessi nervi e gangli. Nel loro percorso dalla periferia al midollo e fino alla corteccia cerebrale sono concatenati tra di loro, per produrre alla fine una sensazione più o meno chiara. Non esiste un percorso netto di segnali solo nocicettivi.
Pare che i nocicettori forniscano segnali anche per stimoli fisici (pressione, trazione, temperatura) e stimoli chimici (acidità, alcalinicità esagerati).
Si distinguono due classi diverse di fibre nocicettive:
- Fibre C
- Fibre Aδ

le fibre Aδ sono ben mielinizzate e a conduzione rapida, mentre le fibre C (non mielinizzate) sono a conduzione lenta.
Si riesce a distinguere coscientemente il tipo di fibra dal tipo di dolore: dopo uno stimolo doloroso la prima sensazione è chiara, pungente, acuta, superficiale mentre la seconda (più tardi) è ottusa, duratura e profonda.

### Nocicettori e sostanze
La trasmissione dei segnali potenziali di un neurone nocicettivo viene operata tramite glutammato-peptidi con la mediazione di calcio, che aprono i cancelli del Sodio / Potassio, il che provoca la depolarizzazione del neurone successivo. Gli oppioidi (come la morfina) inibiscono questo processo.

## Dolore cronico
La regolazione spinale di un segnale algogeno è complessa: un segnale riflesso torna immediatamente agli organi prossimi alla fonte del segnale algogeno (ghiandole, muscoli vasali, viscerali e locomotori). Nello stesso tempo il segnale attraverso il midollo (neurone afferente) giunge nel cervello dove viene integrato, controllato ed elaborato.
La risposta torna lungo un neurone efferente al relativo interneurone e (in base alla 'decisione' del cervello) amplifica o smorza la risposta nel neurone attivato.
Il primo riflesso è dunque una risposta pronta e incondizionata. Poi la risposta viene corretta secondo il "parere" del cervello e può essere amplificata fino al panico o smorzata fino alla letargia.

### Cronicizzazione
Fino a oggi si conoscono diversi meccanismi che sono coinvolti nella patogenesi del dolore cronico:
- I neuroni nocicettivi dopo un certo periodo di stimolo nocivo persistente modificano la conformazione ed il numero dei propri recettori*

La persistenza degli stimoli nei primi neuroni afferenti causa delle variazioni metaboliche, che tengono aperti i canali di trasmissione nei neuroni spinali.
- Nel sistema i neuroni coinvolti formano nuovi dendriti (sprouting): dove c'era un sentiero di trasmissione, si crea per così dire un'autostrada o anche ingorghi caotici.

Il processo fisiologico sembra essere simile a quello della cronicizzazione spinale e si parla quindi di sensibilizzazione percettiva.

#### Cronicizzazione periferica
Nella cronicizzazione periferica viene mantenuta l'infiammazione per il circolo vizioso dei mediatori immunitari a partire dai neuroni nocicettori ( p.es. sostanza P) → sostanze algostimolanti dal sistema immunitario (p.es. istamina). Per interrompere questo circolo occorrono antinfiammatori come il Cortisone oppure Enzimi proteolitici.
L'istamina (un ormone tissutale liberato dalle cellule immunitarie) induce la produzione e secrezione di "sostanza P", la quale è il messaggero che spinge i vasi capillari a dilatarsi e ad aumentare la duttilità (edemi).

#### Cronicizzazione spinale
Normalmente i segnali nocicettivi arrivano tramite fibre Aδ e C nel bottone sinaptico e liberano glutammato. Il glutammato apre dei recettori AMPA e NMDA. Tramite i recettori AMPA entra sodio Na+ nel neurone del corno dorsale e lo depolarizza. I ricettori NMDA rimangono "bloccati" per la presenza di magnesio Mg++.
Se dei dolori persistono a lungo, il potenziale elettrico medio del neurone si abbassa. Questo toglie il blocco di Mg nei recettori NMDA e lascia entrare calcio Ca2+ nel neurone, il che induce una serie di processi:
- attiva la proteinkinasi (enzima) che lega fosforo P ai ricettori AMPA: facilita il passaggio di Na+
- favorisce l'espressione di alcuni geni e la produzione di proteine (CREB, IEG), le quali funzioni non sono ancora chiarite
- in casi estremi induce la morte cellulare per apoptosi o necrosi

Se ci sono abbastanza recettori AMPA fosforilizzati e le modifiche cellulari sono rilevanti, il dolore diventa cronico anche senza la presenza di stimoli dai neuroni nocicettivi.

#### Cronicizzazione limbica
Stessi meccanismi possono espletarsi nella corteccia emotiva (archi e paleo cortex)
- La plasticità dei dendriti. Dove passano parecchi segnali in continuazione crescono dei dendriti nuovi e il sentiero man mano diventa un'autostrada: il soggetto diventa fisiologicamente ipersensibile ai segnali dolorifici e iposensibile a tutti gli altri.
- Sempre di più il soggetto percepisce tutti segnali arrivanti (di diverso tipo) e prevalentemente quelli dolorifici. Sembra che il processo sia simile alla cronicizzazione spinale.

Questo meccanismo diventa fatale quando altri stimoli frustranti sul piano psicosociale si aggiungono a quelli dolorifici o quando è carente la presenza di stimoli appaganti.